# Supía
Supía es un municipio ubicado en el noroccidente del departamento de Caldas, Colombia. Limita al norte con el departamento de Antioquia, al oriente con los municipios de La Merced y Marmato, al occidente y al sur con el municipio de Riosucio.

## División Político-Administrativa
Aparte de su Cabecera municipal. Supía tiene bajo su jurisdicción los siguientes Centros poblados:
- Guamal
- Hojas Anchas
- La Quinta
- Palmasola
- Puerto Nuevo

Además, el municipio está compuesto con las siguientes veredas:
Alto Obispo, Alto San Francisco, Alto Sevilla, Arcón, Amolador, Bajo San Francisco, Bajo Sevilla, Buenavista, Cabuyal, Camacho, Caracolí, Cameguadua, Dosquebradas, El Porvenir, El Rodeo, El Descanso, El Brasil, Guascal, Gaspar, La Amalia, La Bodega, La Cecilia, La Clara, La Divisa, La Loma, La Pava, La Quiebra, La Torre, La Trina, Las Vegas, La Ye, Matecaña, Mochilón, Mudarra, Murillito, Murillo, Obispo, San Joaquín, Taborda, San Julián, San Pablo, Santa Ana, San Cayetano, San Marcos.

## Límites municipales
Supia está delimitada por los siguientes municipios:
| Noroeste: Caramanta (Antioquia)        | Norte: Caramanta (Antioquia) (Rio Arquia) | Noreste: Caramanta (Antioquia) (Rio Arquia) Marmato (Caldas) |
| Oeste: Riosucio (Caldas)               |                                           | Este: Marmato (Caldas) La Merced (Caldas) (Rio Cauca)        |
| Suroeste Riosucio (Caldas) (Rio Supia) | Sur: Riosucio (Caldas) (Rio Supia)        | Sureste: Riosucio (Caldas)                                   |

## Símbolos

### Escudo
Está dividido en dos cuarteles horizontales iguales, el superior en esmalte de sínople y el inferior en metal de oro, coronado por el casco del conquistador, y en su parte inferior la presencia del indio aborigen. En el centro de la línea que divide los dos cuarteles aparecen la hostia y la cruz evangelizadoras, sobre estas, un pebetero ardiente con la llama del progreso; a los lados de estos, a derecha e izquierda las manos de un minero que sostiene en su diestra un martillo y en la siniestra un cincel. En campo de oro, sobre la cabeza del aborigen, se destaca una rama de cafeto con sus verdes hojas y sus frutos maduros.
El casco del conquistador recuerda a los supieños que su ciudad fue fundada por el español a escaso tiempo del descubrimiento del continente, y la cara del aborigen que reposa en el inferior del escudo, que su tierra estuvo habitada por la tribu Sopia , y que por tal descendemos del español y del indio; la hostia y la cruz que hay sobre esta, señala la fe del pueblo, además de su historia de fe católica, pues Supía tiene vida eclesiástica organizada, desde el 15 de agosto de 1685; el pebetero ardiente, no es otra cosa que el progreso espiritual y material, logrado no obstente la ignominia de la esclavitud; las manos del minero con el martillo en la diestra y el cincel en la siniestra, nos enseñan: el trabajo, virtud de nuestras gentes, pero especialmente, que esta tierra ha sido desde siempre un emporio minero de importancia nacional; por último, la rama del cafeto frutecido, representa la riqueza agrícola del municipio, como complemento a la riqueza mineral. El escudo original, que reposa en el Museo de Arte Religioso del municipio, fue elaborado en óleo por el artista supieño Tiberio Sanz Correa.

### Himno
Letra: Jorge Eliécer Zapata Bonilla

Música: Nedim Alexander Uchima Hernández
Coro

Al compás de los siglos airosa

ha marcha la villa temprana,

escribiendo una historia gloriosa

gestada en Cauroma y España.

I

Rumorea el cantar de las fuentes

con el timbre del oro y la plata,

la labor y la fe están presentes

germinando en el grano escarlata.

II

La memoria del indio perdura

y Supía se levanta hacia el sol;

grita el negro su añosa bravura

y el mestizo levanta su voz.

III

Rompe un coro de libre esperanza

y Colombia se baña de gloria,

fructifica la verde labranza

y la ciencia hace suya la historia.

IV

¡Libertad! ¡Libertad! (Bis) Patria plena

Supía grita jubilosa y marcial.

Y ardosa en su lucha serena

se hace luz la garrida ciudad.

V

En los siglos Supía victoriosa

al compás de la patria, el laurel,

ciñe austera la villa preciosa

que en América es grito de fe.

## Servicios públicos
- Energía Eléctrica: Central Hidroeléctrica de Caldas (CHEC), del grupo EPM, es la empresa prestadora del servicio de energía eléctrica.
- Gas Natural: Efigas es la empresa distribuidora y comercializadora de gas natural en el municipio.